# Мискіна Анастасія Андріївна
Анастасія Андріївна Мискіна (рос. Анастасия Андреевна Мыскина, 8 липня 1981) — колишня російська тенісистка. Вона першою із росіянок виграла турнір Великого шолома в одиночному розряді — Відкритий чемпіонат Франції 2004.
Мискіна розпочала професійну кар'єру в 1998 і вперше взяла участь у турнірах WTA 2000 року. Найвища її позиція в світовому рейтингу - друге місце. 2007 року вона зіграла тільки два матчі через травму. Ця травма змусила її завершити кар'єру. 
Після завершення кар'єри вона народила трьох синів.

## Фінали турнірів WTA

### Одиночний розряд: 19 (10 титулів, 9 поразок)
| Легенда                |
| ---------------------- |
| Grand Slam (1–0)       |
| Tier I (2–1)           |
| Tier II (3–4)          |
| Tier III, IV & V (4–4) |

| Фінали за покриттям |
| ------------------- |
| Тверде (4–4)        |
| Трава (0–3)         |
| Ґрунт (3–1)         |
| Килим (3–1)         |

| Фінали за типом корту |
| --------------------- |
| Відкритий корт (6–7)  |
| Закритий корт (4–2)   |

| Результат | В-П  | Дата     | Турнір                                                | Категорія  | Покриття   | Опонент              | Рахунок            |
| --------- | ---- | -------- | ----------------------------------------------------- | ---------- | ---------- | -------------------- | ------------------ |
| Перемога  | 1–0  | Лип 1999 | Internazionali Femminili di Tennis di Palermo, Італія | Tier IV    | Ґрунт      | Анхелес Монтоліо     | 3–6, 7–6(7–3), 6–2 |
| Поразка   | 1–1  | Чер 2002 | Birmingham Classic, Велика Британія                   | Tier III   | Трава      | Єлена Докич          | 2–6, 3–6           |
| Поразка   | 1–2  | Чер 2002 | Eastbourne International, UK                          | Tier II    | Трава      | Чанда Рубін          | 1–6, 3–6           |
| Перемога  | 2–2  | Вер 2002 | Brasil Open                                           | Tier II    | Тверде     | Елені Даніліду       | 6–3, 0–6, 6–2      |
| Поразка   | 2–3  | Вер 2002 | Sparkassen Cup, Німеччина                             | Tier II    | Килим (i)  | Серена Вільямс       | 3–6, 2–6           |
| Перемога  | 3–3  | Лют 2003 | Qatar Ladies Open                                     | Tier III   | Тверде     | Олена Лиховцева      | 6–3, 6–1           |
| Перемога  | 4–3  | Кві 2003 | Sarasota Classic, США                                 | Tier IV    | Ґрунт      | Алісія Молік         | 6–4, 6–1           |
| Перемога  | 5–3  | Вер 2003 | Sparkassen Cup, Німеччина                             | Tier II    | Килим (i)  | Жустін Енен          | 3–6, 6–3, 6–3      |
| Перемога  | 6–3  | Жов 2003 | Кубок Кремля, Росія                                   | Tier I     | Килим (i)  | Амелі Моресмо        | 6–2, 6–4           |
| Поразка   | 6–4  | Лис 2003 | Philadelphia Championships, US                        | Tier II    | Тверде (i) | Амелі Моресмо        | 7–5, 0–6, 2–6      |
| Перемога  | 7–4  | Бер 2004 | Катар Ladies Open (2)                                 | Tier II    | Тверде     | Світлана Кузнецова   | 4–6, 6–4, 6–4      |
| Перемога  | 8–4  | Чер 2004 | Відкритий чемпіонат Франції з тенісу                  | Grand Slam | Ґрунт      | Олена Дементьєва     | 6–1, 6–2           |
| Поразка   | 8–5  | Сер 2004 | San Diego Open, US                                    | Tier I     | Тверде     | Ліндсі Девенпорт     | 1–6, 1–6           |
| Перемога  | 9–5  | Жов 2004 | Kremlin Cup, Росія (2)                                | Tier I     | Килим (i)  | Олена Дементьєва     | 7–5, 6–0           |
| Поразка   | 9–6  | Сер 2005 | Nordea Nordic Light Open, Швеція                      | Tier IV    | Тверде     | Катарина Среботнік   | 5–7, 2–6           |
| Перемога  | 10–6 | Вер 2005 | Sunfeast Open, Індія                                  | Tier III   | Тверде (i) | Кароліна Шпрем       | 6–2, 6–2           |
| Поразка   | 10–7 | Тра 2006 | Istanbul Cup, Туреччина                               | Tier III   | Ґрунт      | Шахар Пеєр           | 6–1, 3–6, 6–7(3–7) |
| Поразка   | 10–8 | Чер 2006 | Eastbourne International, UK                          | Tier II    | Трава      | Жустін Енен-Hardenne | 6–4, 1–6, 6–7(5–7) |
| Поразка   | 10–9 | Сер 2006 | Nordic Light Open, Швеція                             | Tier IV    | Тверде     | Чжен Цзє             | 4–6, 1–6           |

### Парний розряд: 6 (5 титулів, 1 поразка)
| Легенда                |
| ---------------------- |
| Grand Slam (0–0)       |
| Tier I (1–1)           |
| Tier II (2–0)          |
| Tier III, IV & V (2–0) |

| Фінали за покриттям |
| ------------------- |
| Тверде (3–0)        |
| Трава (0–0)         |
| Ґрунт (1–0)         |
| Килим (1–1)         |

| Фінали за типом корту |
| --------------------- |
| Відкритий корт (2–0)  |
| Закритий корт (3–1)   |

| Результат | В-П | Дата     | Турнір                                      | Категорія | Покриття   | Партнер           | Опонент                                    | Рахунок       |
| --------- | --- | -------- | ------------------------------------------- | --------- | ---------- | ----------------- | ------------------------------------------ | ------------- |
| Поразка   | 0–1 | Жов 2003 | Кубок Кремля, Росія                         | Tier I    | Килим (i)  | Віра Звонарьова   | Надія Петрова Меган Шонессі                | 3–6, 4–6      |
| Перемога  | 1–1 | Вер 2004 | Commonwealth Bank Tennis Classic, Індонезія | Tier III  | Тверде     | Суґіяма Ай        | Світлана Кузнецова Аранча Санчес Вікаріо   | 6–3, 7–5      |
| Перемога  | 2–1 | Жов 2004 | Kremlin Cup, Росія                          | Tier I    | Килим (i)  | Віра Звонарьова   | Вірхінія Руано Паскуаль Паола Суарес       | 6–3, 4–6, 6–2 |
| Перемога  | 3–1 | Вер 2005 | Sunfeast Open 2005, Індія                   | Tier III  | Тверде (i) | Олена Лиховцева   | Нега Уберой Шіха Уберой                    | 6–1, 6–0      |
| Перемога  | 4–1 | Жов 2005 | Porsche Tennis Grand Prix, Німеччина        | Tier II   | Тверде (i) | Даніела Гантухова | Квета Пешке Франческа Ск'явоне             | 6–0, 3–6, 7–5 |
| Перемога  | 5–1 | Тра 2006 | J&S Cup 2006, Польща                        | Tier II   | Ґрунт      | Олена Лиховцева   | Анабель Медіна Гаррігес Катарина Среботнік | 6–3, 6–4      |

## Зовнішні посилання
- Досьє на сайті WTA [Архівовано 6 червня 2014 у Wayback Machine.]